# PLOS Genetics
PLOS Genetics es una revista científica revisada por pares y de acceso abierto, creada en 2005. Está editada por la Public Library of Science. En un primer momento fue redactor jefe Wayne N. Frankel (Columbia University Medical Center). También han sido editores jefes Gregory S. Barsh (HudsonAlpha Instituto de Biotecnología y Escuela de Medicina de la Universidad Stanford) y Gregory P. Copenhaver (Universidad de Carolina del Norte en Chapel Hill). La revista cubre la investigación sobre todos los aspectos de la genética y la genómica.

## Indexación
La revista se indexa en :
- AGRICOLA
- Biological Abstracts[2]
- BIOSIS Previews[3]
- CAB Abstracts[4]
- Chemical Abstracts Service[5]
- Current Contents/Life Sciences[3]
- EBSCO databases[6]
- Embase[7]
- Index Medicus/MEDLINE/PubMed[8]
- Science Citation Index[3]
- Scopus[9]
- The Zoological Record[3]

Según el Journal Citation Reports, la revista tuvo en 2017 un factor de impacto de 5.540.
Según SCI Journal, la revista tiene un factor de impacto actual (2022) de 5,917.
La revista ocupa el décimo  puesto en el apartado de las revistas de Genética & Genómica en Google Scholar con un índice h5 de 80

## Métricas de revista
2022
- Web of Science Group : 5.917
- Índice h de Google Scholar: 244
- Scopus: 5.358

## Premio de investigación
Desde 2015, la revista concede anualmente el premio PLOS Genetics Research Prize, dotado con 5000 dólares al mejor trabajo publicado en el año anterior, basándose en los nombramientos de los miembros de la genética de la comunidad.